# قانون اعزام محصل به خارجه
قانون اعزام محصل به خارجه در تاریخ ۱ خرداد ۱۳۰۷ خورشیدی توسط مجلس شورای ملی تصویب شد. این قانون که شامل بر ۶ ماده است به تصویب مجلس شورای ملی به ریاست حسین پیرنیا رسید.
دوره ششم مجلس شورای ملی در سال ۱۳۰۷ خورشیدی این قانون را تصویب کرد و با تأیید رضاشاه، گروهی از دانشجویان برای ادامه تحصیل به فرانسه و آلمان اعزام شدند. بر پایه این قانون دولت باید سالانه صد دانشجو را برای ادامه تحصیل در مقاطع بالاتر به خارج از ایران می‌فرستاد.
در اولین دوره اعزام محصلان به اروپا ۱۱۰ نفر روانه کشور فرانسه شدند. مهدی بازرگان، علی شایگان، مهدی آذر، کریم سنجابی، احمد رضوی کرمانی، محمدعلی ملکی، رضا رادمنش، خلیل ملکی، عبدالله ریاضی، لطفعلی صورتگر و غلامعلی فریور از مطرح‌ترین شخصیتهای این گروه ۱۱۰ نفره بودند. بسیاری از محصلان این گروه تحصیلات خود را تا مقطع دکترا در فرانسه گذراندند و در سال ۱۳۱۲ و ۱۳۱۳ به ایران بازگشتند.
بر اساس قوانین ۶ تیر ماه ۱۳۰۸ و ۱۰ اردیبهشت ۱۳۱۱ اجازه داده شده که بیست درصد از محصلین از بین محصلین مقیم در اروپا و ممالک متحده آمریکا انتخاب شوند.